# Delia montezumae
Delia montezumae este o specie de muște din genul Delia, familia Anthomyiidae, descrisă de Griffiths în anul 1991. Conform Catalogue of Life specia Delia montezumae nu are subspecii cunoscute.